# Mistrzostwa Polski w Boksie 1955
26. Mistrzostwa Polski w boksie mężczyzn odbyły się od 16 do 20 marca 1955 roku w Krakowie. Startowało 182 zawodników.

## Medaliści
| Kategoria:                        | Złoto:                                 | Srebro:                                | Brąz:                                                                     |
| waga musza (do 51 kg)             | Henryk Kukier (CWKS Warszawa)          | Jan Anielak (Włókniarz Łódź)           | Franciszek Hajduga (Gwardia Warszawa) Janusz Liedtke (Budowlani Poznań)   |
| waga kogucia (do 54 kg)           | Zenon Stefaniuk (Sparta Bielsko-Biała) | Jan Błaszkowski (Gwardia Zielona Góra) | Czesław Dadok (Stal Nowa Huta) Zygfryd Lebiedziński (Kolejarz Gdańsk)     |
| waga piórkowa (do 57 kg)          | Zdzisław Soczewiński (Kolejarz Gdańsk) | Kazimierz Boczarski (Sparta Kraków)    | Jan Brychlik (Górnik Katowice) Jerzy Sokołowski (CWKS Warszawa)           |
| waga lekka (do 60 kg)             | Zygmunt Milewski (Kolejarz Gdańsk)     | Marian Kaczmarek (Budowlani Poznań)    | Zbigniew Domino (Sparta Kraków) Jan Walczak (CWKS Warszawa)               |
| waga lekkopółśrednia (do 63,5 kg) | Leszek Kudłacik (Gwardia Kraków)       | Józef Piński (Kolejarz Szczecin)       | Henryk Dampc (Gwardia Gdańsk) Henryk Niedźwiedzki (CWKS Warszawa)         |
| waga półśrednia (do 67 kg)        | Leszek Drogosz (CWKS Warszawa)         | Zbigniew Nowak (CWKS Bydgoszcz)        | Jan Chmielecki (Gwardia Przemyśl) Bogdan Guziński (Włókniarz Łódź)        |
| waga lekkośrednia (do 71 kg)      | Zbigniew Pietrzykowski (CWKS Warszawa) | Stanisław Czajęcki (CWKS Warszawa)     | Feliks Płaskociński (Kolejarz Kraków) Andrzej Żmijewski (Gwardia Wrocław) |
| waga średnia (do 75 kg)           | Jerzy Planutis (Kolejarz Bydgoszcz)    | Edmund Dampc (CWKS Warszawa)           | Zbigniew Piórkowski (Gwardia Łódź) Teofil Polleks (Stal Grudziądz)        |
| waga półciężka (do 81 kg)         | Tadeusz Grzelak (Włókniarz Kalisz)     | Andrzej Wojciechowski (Stal Łabędy)    | Czesław Franek (Stal Poznań) Leszek Leiss (Stal Grudziądz)                |
| waga ciężka (powyżej 81 kg)       | Bogdan Węgrzyniak (CWKS Warszawa)      | Józef Pietroń (OWKS Wrocław)           | Włodzimierz Biel (Gwardia Kraków) Antoni Gościański (CWKS Warszawa)       |